# Pseuderia foliosa
Pseuderia foliosa là một loài thực vật có hoa trong họ Lan. Loài này được (Brongn.) Schltr. miêu tả khoa học đầu tiên năm 1912.